# Чагино (Москва)
Ча́гино — бывшая деревня, вошедшая в состав Москвы при её расширении в 1960 году. Располагалась севернее села Капотни, сразу за поворотом Москвы-реки, вплотную к  Люблинским оросительным полям московской канализации. В настоящий момент территория деревни входит в  промзону «Чагино-Капотня».
В июне 1904 года деревня была почти полностью разрушена смерчем, но позже восстановлена.
По бывшей деревне названа Чагинская улица, расположенная в районе Люблино.